# Strobilanthes hirtisepalus
Strobilanthes hirtisepalus är en akantusväxtart som beskrevs av C. B. Cl.. Strobilanthes hirtisepalus ingår i släktet Strobilanthes och familjen akantusväxter. Inga underarter finns listade i Catalogue of Life.